# Charles Alten
Pour les articles homonymes, voir Alten (homonymie).
Charles Alten (Carl August von Alten), né le 21 octobre 1764 à Burgwedel dans l'électorat de Brunswick-Lunebourg et mort le 20 avril 1840 à Bozen, dans le comté de Tyrol, est un officier d'origine hanovrienne qui sert dans l'armée britannique pendant les guerres napoléoniennes. Il termine sa carrière comme ministre de la Guerre et des Affaires étrangères du royaume de Hanovre.

## Biographie

### Au service du Hanovre puis du Royaume-Uni
Charles Alten est le fils d'August Eberhard von Alten (1722–1789), membre d'une vieille famille hanovrienne, et de la baronne Henriette Philippine Marie Hedwig von Vincke-Ostenwalde. Il entre au service de l'électeur de Hanovre comme page à l'âge de 12 ans.
En 1781, il est affecté dans les gardes hanovriennes et participe, en tant que capitaine, aux campagnes de 1793-1795 dans les Pays-Bas ; il se distingue notamment sur la Lys à la tête d'une troupe d'infanterie légère. En 1803, l'armée hanovrienne est dissoute et Alten est transféré au sein de la King's German Legion (KGL), à la solde des Britanniques. Désigné pour mener l'infanterie légère de ce célèbre corps, il prend part aux côtés de Lord Cathcart à l'expédition sur le Hanovre de 1805. Il combat également lors de la seconde bataille de Copenhague en 1807.

### Dans la péninsule Ibérique
Alten sert sous les ordres de John Moore en Suède en 1808 puis en Espagne. Il commande la 2e brigade de flanc durant la campagne de Moore contre les Français mais n'est pas présent au cours de la bataille de la Corogne. Après la désastreuse expédition de Walcheren à l'été 1809, à laquelle il participe, il retourne dans la péninsule Ibérique. À la bataille d'Albuera en mai 1811, il dirige une brigade indépendante de la KGL. Selon l'historien Michael Glover, un épisode de cette bataille met en lumière aussi bien les talents que les limites d'Alten :

« Alten avait reçu l'ordre d'évacuer le village d'Albuera, qui pouvait être réoccupé par les Portugais sitôt ces derniers arrivés, et de remonter la crête pour renforcer la ligne qui s'amenuisait. Le porteur de l'ordre en question était un aide de camp portugais et Alten, en bon et consciencieux soldat hanovrien, estima que le contenu de la dépêche avait dû être altéré en cours de route. Il refusa de bouger en attendant d'être relevé par les Portugais. »

En avril 1812, le général en chef Arthur Wellesley de Wellington le nomme au commandement de la célèbre « division légère », composée des 1ers bataillons des 43e et 52e régiments légers, du 95e fusiliers ainsi que des 1er et 3e Caçadores portugais. À ce poste, il s'inscrit dans la lignée de ses prédécesseurs Moore et Robert Craufurd en multipliant les coups d'éclat aux batailles des Arapiles, Vitoria, des Pyrénées, de la Nivelle, de la Nive, d'Orthez et de Toulouse. Ses officiers lui offrent une épée d'honneur en témoignage de leur estime.

### Waterloo et fin de carrière
En 1815, durant les Cent-Jours, Alten commande la 3e division de l'armée de Wellington, formée de la 5e brigade britannique du général Colin Halkett, de la 2e brigade de la King's German Legion (KGL) du colonel baron Christian von Ompteda (de) et la 1re brigade hanovrienne du général Friedrich von Kielmansegg. Plusieurs unités de la division Alten sont fortement engagées au cours de la bataille des Quatre Bras le 16 juin. Deux jours plus tard a lieu la bataille de Waterloo qui voit la 3e division être déployé en première ligne tout au long de la journée et essuyer des pertes très sévères. Ompteda meurt à la tête de sa brigade lors d'une charge suicidaire qui lui fut ordonnée par le prince d'Orange. Grièvement blessé le soir de la bataille, Alten est récompensé de sa conduite par le titre de comte.
Après la dissolution de la KGL, Alten reçoit le commandement des unités hanovriennes servant dans l'armée d'occupation en France. En 1818, il regagne le Hanovre, devient ministre de la Guerre et des Affaires étrangères de cet État et est élevé au rang de feld-maréchal. Dans le même temps, il est maintenu sur les contrôles de l'armée britannique en qualité de major-général. Il meurt en 1840, et un mémorial a été érigé dans la ville de Hanovre en son honneur.

## Distinctions
- Ordre du Bain

## Considérations
Le comparant à Robert Craufurd, l'historien britannique Charles Oman écrit au sujet d'Alten qu'il était 

« un général de qualité beaucoup plus banale, qui n'était jamais en reste pour tenter d'obéir aux ordres de Wellington au meilleur de ses capacités, mais ne pouvait en aucun cas y apporter une quelconque improvisation de sa part, dans la mesure où il en était incapable. »

Ce jugement sévère n'est pas partagé par Michael Barthorp qui considère que « même s'il n'était pas aussi brillant que Craufurd, il était un officier compétent et consciencieux sur qui, contrairement à Craufurd, l'on pouvait compter pour obéir tacitement aux ordres de Wellington ». Ce dernier se montre d'ailleurs élogieux à son égard, décrivant Alten comme « le meilleur des Hanovriens » et affirmant que, sous ses ordres, la division légère était « la meilleure infanterie du monde ».